# Амелия Анисович
Амелия Анисович (на украински: Амелія Анісович) е седемгодишна украинска ученичка, която стана известна с представянето си в приют в Киев по време на руската инвазия в Украйна в началото на март 2022 г. Записът на Амелия на песента от анимационния филм „Замръзналото кралство“ е публикуван от водещи световни издания, сред които BBC, The Independent, Dailymail, NBC и др. Видеото беше видяно от милиони хора, включително авторката на оригиналната песен Идина Мензел.
На 20 март 2022 г. тя участва в концерт в подкрепа на Украйна с участието на Тина Карол и Джери Хейл (на английски: Jerry Heil), където изпълни химна на Украйна. Концертът се състоя в полския град Лодз за 10 000 зрители и беше излъчен в повече от 40 страни.